# Хейстингс (Мичиган)
Хейстингс — город в американском штате Мичиган, административный административный центр округа 
Барри, а также единственный город округа. Население по переписи 2020 года составляло 7514 человек. Город граничит с чартерным тауншипом Хейстингс на севере, востоке и юге и чартерным тауншипом Ратленд на западе.

## История
В 1836 году три предпринимателя по имени Диббл, Кингсбери и Кендалл купили 1,9 км² земли вдоль реки Торнапл у детройтского банкира Юротаса П. Хейстингса. Эти трое разделили территорию на участки, и вскоре возникла небольшая община. В 1843 году законодательный орган штата назначил Хейстингс административным центром округа Барри. Первая газета, Barry County Pioneer, начала публиковаться в 1851 году, а вторая газета, Republican Banner, начала выходить в 1856 году. Второе из этих изданий — еженедельная газета, выходящая по четвергам, — продолжает издаваться как Hastings Banner.
В 1855 году Хейстингс был преобразован в деревню с населением около 300 человек, а 11 марта 1871 года Хейстингс официально стал городом. Здание суда округа Барри, которое используется до сих пор, было построено в 1893 году. Город рос медленно, достигнув 6500 человек в 1960 году и оставшись почти неизменным до 1990 года.

## География
По данным Бюро переписи населения США, общая площадь города составляет 13,68 км², из которых 13,47 км² приходится на сушу и 0,21 км ² на воду. Река Торнапл протекает через город с востока на запад.

### Климат
Подтип климатической классификации Кеппена для этого климата — "влажный континентальный климат "

## Демография

### Перепись 2010 года
Согласно переписи 2010 года, в городе проживало 7350 человек, было 2910 дворов и 1849 семей. Плотность населения составляла 545,8 человек на квадратный километр. Насчитывалось 3231 единиц жилья со средней плотностью 239,9 человека на квадратный километр. Расовый состав города был белым на 96,9 % , афроамериканцем на 0,5 % , коренным американцем на 0,6 % , азиатом на 0,3 %, представителем других рас на 0,5 % и представителем двух или более рас на 1,2 %. Латиноамериканцы или латиноамериканцы любой расы составляли 2,7 % населения.
Насчитывалось 2910 домохозяйств, из которых в 34,9 % проживали дети в возрасте до 18 лет, 44,2 % составляли 
супружеские пары, проживающие вместе, в 14,4 % проживала женщина без мужа, в 5,0 % проживал мужчина без жены, и 36,5 % не были членами семьи. 31,0 % всех домохозяйств состоят из отдельных лиц, а в 14,9 % проживают одинокие люди в возрасте 65 лет и старше. Средний размер домохозяйства составлял 2,47 человека, а средний размер семьи — 3,07 человека.
Средний возраст в городе составил 36,2 года. 26,6 % жителей были моложе 18 лет; 9 % были в возрасте от 18 до 24 лет; 24,7 % были в возрасте от 25 до 44 лет; 24,1 % были в возрасте от 45 до 64 лет; и 15,4 % были в возрасте 65 лет и старше. Гендерный состав города: 46,9 % мужчин и 53,1 % женщин.

### Перепись 2000 года
По переписи 2000 г. в городе проживало 7095 человек, 2759 дворов и 1826 семей. Плотность населения составляла 1522,5 человека на квадратный километр . Было 2898 единиц жилья со средней плотностью 213,4/км². Расовый состав города был белым на 97,31 %, афроамериканцем на 0,14 % , коренным американцем на 0,47 % , азиатом на 0,32 %, представителем других рас на 0,58 % и представителем двух или более рас на 1,18 %. Латиноамериканцы или латиноамериканцы любой расы составляли 2,14 % населения.
Насчитывалось 2759 домохозяйств, из которых в 35,9 % проживали дети в возрасте до 18 лет, 49,9 % составляли супружеские пары, проживающие вместе, в 12,5 % проживала женщина без мужа, а 33,8 % не были семьями. 28,9 % всех домохозяйств состоят из отдельных лиц, а в 13,7 % проживают одинокие люди в возрасте 65 лет и старше. Средний размер домохозяйства составлял 2,50 человека, а средний размер семьи — 3,08 человека.
В городе население было рассредоточено: 27,7 % в возрасте до 18 лет, 9,1 % от 18 до 24 лет, 29,2 % от 25 до 44 лет, 18,6 % от 45 до 64 лет и 15,3 % в возрасте 65 лет или старше. старшая. Средний возраст составил 34 года. На каждые 100 женщин приходилось 88,2 мужчин. На каждые 100 женщин в возрасте 18 лет и старше приходилось 83,1 мужчины.
Средний доход семьи в городе составлял 39 033 доллара, а средний доход семьи — 44 886 долларов. Средний доход мужчин составлял 35 226 долларов против 24 727 долларов у женщин. 

Доход на душу населения в городе составлял 18 042 доллара. Около 5,9 % семей и 8,1 % населения находились за чертой бедности, в том числе 8,3 % лиц моложе 18 лет и 5,8 % лиц в возрасте 65 лет и старше.

## Искусство и культура
Каждый апрель в Хейстингсе проходит трехдневный джазовый фестиваль.
Каждое лето Hastings Live предлагает три месяца концертов и детских программ.
Центр исполнительских искусств Хейстингса открылся в 2019 году и круглый год проводит концерты и программы.
Ежегодная велогонка Барри-Рубе в Хейстингсе была основана в 2013 году .

## Образование

### Школьный
- Средняя школа Хейстингса
- Средняя школа Хейстингса
- Центральный элементарный
- Юго-восточная начальная школа
- Северо-восточный элементарный
- Звездный элементарный
- Специальное образование округа Барри

### Частные школы
- St. Rose Of Lima — католическая начальная школа, предлагающая классы K-6, а также лицензированную дошкольную программу.
- Христианская школа округа Барри

### Общественный колледж
Общественный колледж Келлога (с главным кампусом в Батл-Крике, штат Мичиган) с 1996 года поддерживает региональный кампус в Центре Фехсенфельда в Хейстингсе .